# پورسا
پورسا (به انگلیسی: Porsa) یک منطقهٔ مسکونی در هند است که در بخش مورنا واقع شده‌است. پورسا ۳۷٬۸۲۴ نفر جمعیت دارد و ۱٬۰۵۴ متر بالاتر از سطح دریا واقع شده‌است.